# История США (1991—2008)
Период истории США 1991—2008 гг. начался после окончания холодной войны. С распадом СССР США стали единственной сверхдержавой в мире, принимая участие в некоторых конфликтах на Ближнем Востоке и Персидском заливе. В 1993 году президентом стал демократ Билл Клинтон, а годом позднее, в 1994 году, республиканцы впервые за 40 лет получили большинство в Конгрессе. Внутренняя борьба между демократами и республиканцами привела к приостановке работы правительства. Обвинения, связанные со скандалом с Моникой Левински, привели к импичменту Клинтона в 1998 году, но позже он был оправдан Сенатом.
В 2000 году на президентских выборах победил республиканец Джордж Буш-младший. В начале срока администрация Буша одобрила реформу образования и снижение всех налогов. После терактов 11 сентября 2001 года США начали борьбу с терроризмом, вторгнувшись в 2001 году в Афганистан и в 2003 году — в Ирак.
Критика в адрес Буша после несостоятельности властей вовремя помочь нуждающимся во время урагана Катрина, непопулярность войны в Ираке помогли получить демократам большинство в Конгрессе.

## Глобализация и рост экономики
Во время президентства Билла Клинтона американский политический дискурс был сосредоточен в основном на внутренних проблемах. В то время как в начале 1990-х годов экономика США погрязла в рецессии, восстановление началось в 1994 году и начало ускоряться благодаря технологическому буму. В 1998 году безработица составила 5 %.
После распада СССР в 1991 году Соединенные Штаты были доминирующей военной державой в мире, а Япония, которую считали крупнейшим экономическим соперником США, оказалась в периоде застоя. Теперь Китай становился главным торговым конкурентом США.
Иммиграция, в основном из Латинской Америки и Азии, увеличилась в течение 1990-х годов, заложив основу для изменений в демографическом составе населения США в ближайшие десятилетия, таких как выход латиноамериканцев на смену афроамериканцам в качестве крупнейшего меньшинства.

## Военные конфликты

### Война в Персидском заливе
Значительная зависимость промышленно-развитого мира от нефти стала очевидной для США, сначала после мирового нефтяного кризиса 1973 года, а затем во время второго энергетического кризиса 1979 года.
Конфликт на Ближнем Востоке спровоцировал ещё один международный кризис 2 августа 1990 года, когда Ирак вторгся и попытался аннексировать соседний Кувейт.   